# Adam Granduciel
Adam Granofsky (15 februari 1979), beter bekend als Adam Granduciel, is een Amerikaans zanger, gitarist, songwriter en producer. Hij is het bekendst als songwriter en frontman van de indieband The War on Drugs, maar speelde ook bij Kurt Vile & the Violators, produceert en werkte als gastmuzikant mee aan verschillende albums.

## Biografie
Adam Granofsky werd in februari 1975 geboren in Dover, Massachusetts. Een leraar Frans aan de Roxbury Latin School in Boston inspireerde hem voor zijn latere artiestennaam (Granduciel): 'du ciel' als vertaling van het deel van zijn achternaam 'of the sky' (Granofsky). Op zijn twaalfde begon hij gitaar te spelen, later ook mondharmonica en piano. Hij studeerde schilderkunst en geschiedenis aan de kunstschool Dickinson College in Carlisle, Pennsylvania. Na zijn studies verhuisde hij naar Californië, waar hij zich op schilderkunst toelegde terwijl hij naar muziek luisterde. Hij richtte zich vervolgens op muziek, als gitarist en zanger en nam cassettes op. Aanvankelijk werkte hij als verkoper en ober. Hij was een eenling en vooral op zichzelf intensief met muziek bezig. In 2002 ontmoette hij, teruggekeerd naar New England, andere muzikanten. Hij verhuisde in 2003 voor een tiental jaar naar Philadelphia waar hij in 2005 met vriend en muzikant Kurt Vile de indie rockband The War on Drugs oprichtte. In 2008 werd hun debuut Wagonwheel Blues uitgebracht.Toen Vile in 2008 de groep verliet werd Granduciel de spil van de band. Hij schrijft de nummers, die in zijn studio opgenomen worden.   
Met de band heeft hij vijf studioalbums en twee live albums uitgebracht en ging meermaals op tournee door Europa, Noord-Amerika, Australië, Zuid-Amerika en Azië. Na het succes van Lost in the Dream in 2014 groeide hun populariteit. In 2018 won hij met The War On Drugs een Grammy Award voor A Deeper Understanding. De single Harmonia's Dream werd in 2023 genomineerd voor een Grammy Award.  

### Andere projecten
Tussen 2003 en 2011 was hij bandlid bij Kurt Vile & the Violators. Hij werkte mee als gastmuzikant aan albums van The Killers (Imploding the Mirage), Lo Moon, Beyoncé (Cowboy Carter) en Sharon Van Etten en is te horen op de single Old Tape van Lucius in 2024. Granduciel werkte in 2024 mee aan de productie van People Watching van Sam Fender.
Samen met Jon Natchez schreef hij de filmmuziek voor Light From Light, die in 2019 uitkwam.

### Privé
Sinds 2014 heeft hij een relatie met actrice Krysten Ritter, met wie hij een zoon heeft. Het gezin woont in Los Angeles, waar zijn muziekstudio zich bevindt. 

## Discografie

### Met The War on Drugs

#### Albums
- Wagonwheel Blues (2008)
- Slave Ambient (2011)
- Lost in the Dream (2014)
- A Deeper Understanding (2017)
- Live Drugs (2020)
- I Don't Live Here Anymore (2021)
- Live Drugs Again (2024)

#### EP's
- 2008 – Barrel of Batteries
- 2011 – Future Weather

### Met Kurt Vile

#### Studio albums
- Constant Hitmaker (2008)
- God Is Saying This to You... (2009)
- Childish Prodigy (2009)
- Smoke Ring for My Halo (2011)

#### EP's
- The Hunchback EP (2009)
- Square Shells (2010)
- So Outta Reach (2011)

### Producer
- Water on Mars — Purling Hiss (2013)
- People Watching - Sam Fender (2025)

#### Gastmuzikant
- Are We There — Sharon Van Etten (2014)
- Imploding the Mirage "Blowback" — The Killers (2020)
- "II Most Wanted" met Miley Cyrus op  Cowboy Carter - Beyoncé (2024)
- "Old Tape" single - Lucius (2024)